# Freddy Cannon
Freddy Cannon, pseudonimo di Frederick Anthony Picariello (Lynn, 4 dicembre 1936), è un cantante statunitense.

## Biografia
Nato nella periferia a nord di Boston, nel Massachusetts, è un cantante di rock and roll.
Inizia a suonare la chitarra da solo per poi formare un gruppo alle superiori. Nel cantare si basa sullo stile di Little Richard anche grazie alla sua predisposizione naturale.
Tra i suoi brani più conosciuti vi sono Tallahassee Lassie (1959), Way Down Yonder in New Orleans (1959) e Palisades Park (1962).